# Seligeria brevifolia
Seligeria brevifolia là một loài rêu trong họ Seligeriaceae. Loài này được (Lindb.) Lindb. mô tả khoa học đầu tiên năm 1890.